# Hiroki Iikura
Hiroki Iikura (escritura japonesa: 飯倉 大樹 (Iikura Hiroki); Aomori, 1 de junio de 1986) es un futbolista japonés que juega como guardameta en el Yokohama F. Marinos de la J1 League de Japón.

## Clubes
| Club                     | País  | Año       |
| ------------------------ | ----- | --------- |
| Yokohama F. Marinos      | Japón | 2005-2019 |
| Roasso Kumamoto (cedido) | Japón | 2006      |
| Vissel Kobe              | Japón | 2019-2022 |
| Yokohama F. Marinos      | Japón | 2023-act. |

## Palmarés

### Campeonatos nacionales
| Título             | Club                | País  | Año  |
| ------------------ | ------------------- | ----- | ---- |
| Copa del Emperador | Yokohama F. Marinos | Japón | 2013 |
| Copa del Emperador | Vissel Kobe         | Japón | 2019 |
| Supercopa de Japón | Vissel Kobe         | Japón | 2020 |